# Eupithecia canisparsa
Eupithecia canisparsa är en fjärilsart som beskrevs av W. Warren 1904. Eupithecia canisparsa ingår i släktet Eupithecia och familjen mätare. Inga underarter finns listade i Catalogue of Life.